# Георги Михалков
Георги Михалков с творчески псевдоним Юлиан Модест е библиотекар, преводач и есперантист от България. Пише пиеси, романи, но преди всичко разкази, които носят едно напълно уникално, богато, дълбоко човешко и трогателно емоционално чувство. Джулиан Модест е редовен сътрудник на списание Monato.

## Биография
През 1977 г. Георги Михалков завършва българска филология в СУ „Св. Климент Охридски“, където през 1973 г. започва да учи есперанто. Още в университета той публикува есперантски статии и стихотворения в списание „Български есперантист“.
От 1977 до 1985 г. живее в Будапеща, където се жени за унгарска есперантистка. Там се появяват първите му разкази на есперанто. В Будапеща Юлиан Модест участва активно в различни есперантски списания с разкази, рецензии и статии. Там той е член на Асоциацията на младите унгарски писатели. От 1986 до 1992 г. Юлиан Модест е преподавател по есперанто в Софийския университет, където преподава език, оригинална есперанто литература и история на есперантското движение. От 1985 до 1988 г. е главен редактор на издателството на Българската есперантистка асоциация, a pрез 1992-1993 г. е неин председател.
Джулиан Модест често изнася лекции по оригинална есперанто литература. Той е автор на няколко рецензии и изследвания върху есперантски книги и есперантски писатели. Няколко разказа на Юлиан Модест от есперанто и от български език са преведени на различни езици – албански, английски, унгарски, японски, корейски, хърватски, македонски, руски, украински и др. В момента той е един от най- известни българоезични писатели-есперантисти. Негови разкази излизат в различни български списания и вестници. В интернет има няколко негови разказа на български и есперанто. Негови разкази, есета и статии са публикувани в различни списания: Hungara Vivo, Budapest Informilo, Literatura Firo, Fonto, Monato, Litera Almanac, La Ondo de Esperanto, Zagreb Esperantisto и др. Сега Юлиан Модест е главен редактор на списание „Български есперантист“. Често дава интервюта в български вестници и различни радио и телевизии, в които говори за оригинална и преводна есперанто литература. Редактира няколко книги на есперанто и български език. Юлиан Модест е член на Дружеството на българските писатели и Есперантския ПЕН център.
В Градската художествена галерия във Велинград е представена книгата на Георги Михалков „Преображението“, посветена на Преобразженското въстание в Източна Тракия. Книгата поставя основни универсални въпроси как и защо избухват бунтовете, какво е свободата и дава отговора: „Да си свободен означава да не се страхуваш“.
На 28 февруари 2022 г. Георги Михалков става член на Академията по есперанто (до 2025 г.)